# Suruga Bank Cup 2014
Suruga Bank Cup 2014 (japanska: スルガ銀行チャンピオンシップ2014; spanska: Copa Suruga Bank 2014) var den sjunde upplagan av Suruga Bank Cup.
Segraren från J. League Cup 2013, Kashiwa Reysol, spelade mot segraren av Copa Sudamericana 2013, Lanús från Argentina.

## Matchdetaljer
|  | 6 augusti 2014 19:00 UTC+9 | Hitachi Kashiwa Soccer Stadium000 Kashiwa, Japan000 |

| Lagfärger · Lagfärger · Lagfärger · Lagfärger · Lagfärger | Kashiwa Reysol                        | 2 – 1   | Lanús                        | Lagfärger · Lagfärger · Lagfärger · Lagfärger · Lagfärger |
| Lagfärger · Lagfärger · Lagfärger · Lagfärger · Lagfärger | Kaoru Takayama 43′ Leandro 88′ (str.) | (1 – 0) | Tatsuya Masushima 59′ (sjm.) | Lagfärger · Lagfärger · Lagfärger · Lagfärger · Lagfärger |
|                                                           |                                       |         |                              |                                                           |

| Startelva:        |    |                    |       |       |
|                   |    |                    |       |       |
| MV                | 21 | Takanori Sugeno    |       |       |
| F                 | 2  | Masato Fujita      |       |       |
| F                 | 4  | Daisuke Suzuki     |       |       |
| F                 | 5  | Tatsuya Masushima  |       |       |
| F                 | 22 | Wataru Hashimoto   |       |       |
| MF                | 17 | Hiroki Akino       |       |       |
| MF                | 28 | Ryoichi Kurisawa   |       |       |
| MF                | 7  | Hidekazu Otani     |       | 77′   |
| MF                | 13 | Kaoru Takayama     |       | 90+2′ |
| A                 | 11 | Leandro            | 90+4' |       |
| A                 | 9  | Masato Kudo        |       |       |
| Inhoppare:        |    |                    |       |       |
| MV                | 1  | Kazushige Kirihata |       |       |
| F                 | 23 | Hirofumi Watanabe  |       | 90+2′ |
| F                 | 27 | Kim Chang-soo      |       |       |
| MF                | 20 | Akimi Barada       |       |       |
| MF                | 25 | Yusuke Kobayashi   |       | 77′   |
| MF                | 26 | Tetsuro Ota        |       |       |
| A                 | 19 | Yu Kimura          |       |       |
|                   |    |                    |       |       |
|                   |    |                    |       |       |
|                   |    |                    |       |       |
|                   |    |                    |       |       |
|                   |    |                    |       |       |
|                   |    |                    |       |       |
| Tränare:          |    |                    |       |       |
| Nelsinho Baptista |    |                    |       |       |

| Startelva:                 |    |                       |       |       |
|                            |    |                       |       |       |
| MV                         | 1  | Agustín Marchesín     |       |       |
| F                          | 4  | Carlos Araujo         | 82'   |       |
| F                          | 14 | Gustavo Gómez         |       |       |
| F                          | 2  | Diego Braghieri       | 87'   |       |
| F                          | 6  | Maximiliano Velázquez |       | 90+3′ |
| MF                         | 5  | Diego González        | 90+3' |       |
| MF                         | 15 | Leandro Somoza        |       |       |
| MF                         | 22 | Jorge Ortiz           |       |       |
| MF                         | 16 | Víctor Ayala          |       | 56′   |
| A                          | 10 | Silvio Romero         |       | 74′   |
| A                          | 9  | Santiago Silva        |       |       |
| Inhoppare:                 |    |                       |       |       |
| MV                         | 12 | Matías Ibáñez         |       |       |
| F                          | 24 | Matías Martínez       |       |       |
| F                          | 3  | Alejandro Silva       |       |       |
| MF                         | 21 | Nicolás Pasquini      |       | 90+3′ |
| MF                         | 11 | Jorge Valdez Chamorro |       | 56′   |
| A                          | 23 | Oscar Benítez         |       |       |
| A                          | 18 | Lucas Melano          |       | 74′   |
|                            |    |                       |       |       |
|                            |    |                       |       |       |
|                            |    |                       |       |       |
|                            |    |                       |       |       |
|                            |    |                       |       |       |
|                            |    |                       |       |       |
| Tränare:                   |    |                       |       |       |
| Guillermo Barros Schelotto |    |                       |       |       |

| Domare: Kim Jong-hyeok (Sydkorea) Ass. domare: Yang Byoung-eun (Sydkorea) & Yoon Kwang-yeol (Sydkorea) Fjärdedomare: Hiroyuki Kimura (Japan) | Publik: 10 140 |  |